# Постановление об отмене монархии

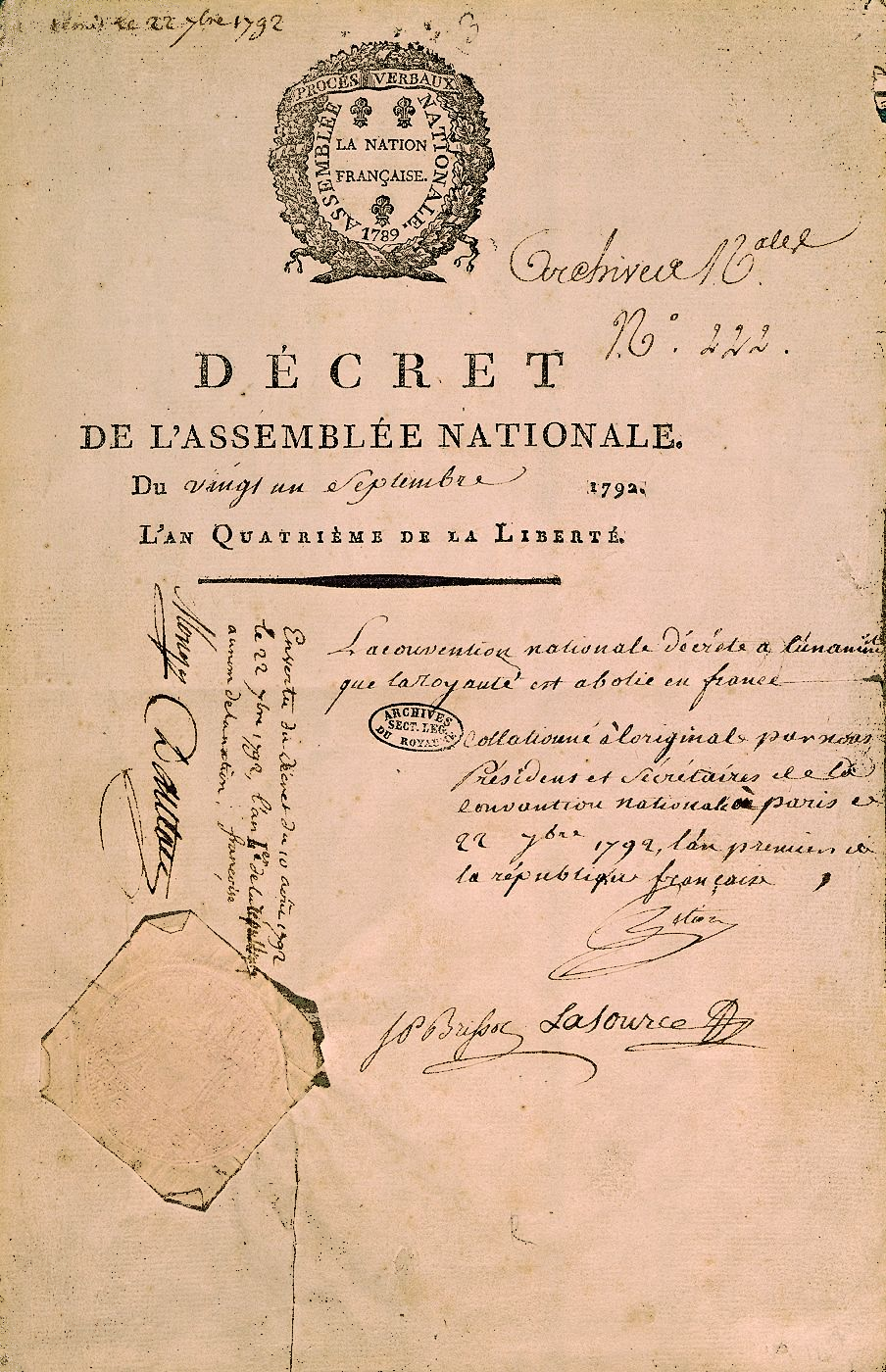
Титульный лист декрета Национального конвента от 21 сентября 1792 года об отмене королевской власти, подписанного Петионом, президентом Конвента, Бриссо и Лясурс, Марк Дави, секретарями. Национальный архив

Постановление об отмене монархии (фр. Proclamation de l'abolition de la royauté) — постановление Национального конвента Франции, на первой же своей сессии постановив об упразднении французской монархии и провозглашении республики. Оно было принято 21 сентября 1792 года, в разгар Великой французской революции.

## Предыстория
Депутаты конвента получили указание положить конец кризису, разразившемуся после неудачной попытки бегства Людовика XVI в июне 1791 года и кровавого захвата Тюильри 10 августа 1792 года. Их происхождение из среднего класса и политическая активность означали, что большинство из них не питало симпатии к монархии, а произошедшая 20 сентября победа в битве при Вальми (первый военный успех революции) укрепила их убеждения.

## Предложение об отмене
Когда депутат Парижа Жан-Мари Колло д’Эрбуа предложил отменить монархию, он не встретил какого-либо сопротивления; разве что Клод Базир, друг Жоржа Жака Дантона, пытался умерить энтузиазм собравшихся, рекомендуя перед любым решением провести обсуждение. Однако аббат Анри Грегуар, присягнувший епископ Блуа, решительно ответил на предложение о дискуссии:

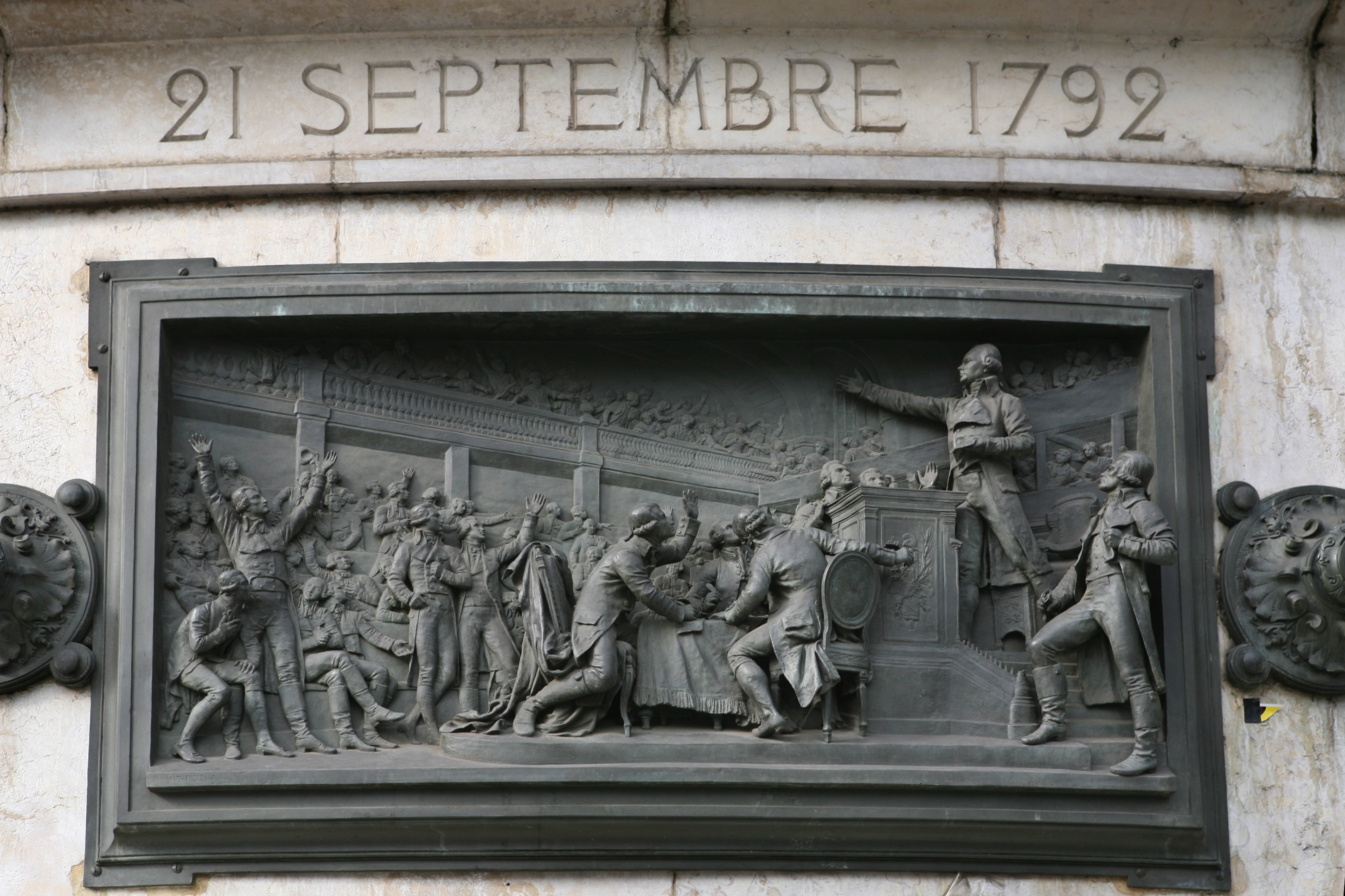
Провозглашение отмены монархии, бронзовый горельеф Морис, Леопольд, монумент Республики, площадь Республики, Париж, 1883 г.

Зачем нам обсуждение, когда и так все согласны? В нравственном порядке короли — такие же монстры, как и в физическом. Суды — это мастерская преступности, прихожая коррупции и логово тиранов. История королей — это мартиролог народов!
Жан-Франсуа Дюко поддержал его, заявив, что любая дискуссия стала бесполезной «после того, как 10 августа пролился свет». В результате дебаты были отменены, и решение было принято единогласно, положив начало Первой Французской республике.

## Конец эры
В свете этого постановления возросли усилия по устранению пережитков старого порядка. По мере приближения даты первой годовщины республики Конвент принял ряд законов, заменяющих многие старые системы законов и измерения, включая старый христианский календарь. Это изменение стало мощным стимулом для растущей волны антиклерикализма, которая стремилась к дехристианизации Франции. Новый французский республиканский календарь отбросил все христианские ориентиры и начал отсчёт времени от первого полного дня республики после монархии, 22 сентября 1792 года, первого дня первого года Республики.